# Eisenbahnunfall von Oświęcim
Der Eisenbahnunfall von Oświęcim war die Entgleisung eines Gemischten Zuges auf der Weichselbrücke in Oświęcim (Auschwitz) am 3. August 1918. Mindestens acht Menschen starben.

## Ausgangslage
Der verspätete Güterzug 76 war auf der Österreichischen Nordbahn von Wien nach Krakau unterwegs. Er hielt vor dem „Halt“ zeigenden Einfahrsignal des Bahnhofs Oświęcim auf der Weichselbrücke.
Diesem folgte im Fahrplanabstand der pünktlich verkehrende gemischte Zug Nr. 62. In diesem Zug liefen nach der Lokomotive dreizehn Reisezugwagen, die bereits mit Druckluftbremse ausgerüstet waren. Anschließend folgten 46 Güterwagen, die lediglich mit der Hand zu bedienende Spindelbremsen hatten.

## Unfallhergang
Durch den Fehler eines Blockwärters hatte der Zug 62 Einfahrt in den noch durch den Zug 76 belegten Blockabschnitt erhalten. Der Güterzug 76 fuhr gerade an, als der Lokomotivführer des Zuges Nr. 62 ihn vor sich bemerkte. Er löste sofort eine Schnellbremsung aus, die aber nur bei den dreizehn ersten, mit Druckluftbremse ausgerüsteten Wagen wirkte. Die folgenden 46 ungebremsten Wagen drückten mit ihrer Masse auf die gebremsten Wagen auf der Zugspitze. Sieben der Wagen entgleisten daraufhin. Fünf Wagen stürzten von der Brücke in den Fluss Soła.

## Folgen
Mindestens acht Menschen, nach anderen Angaben 20, starben bei dem Unfall. 30 weitere Menschen wurden zum Teil schwer verletzt.